# أوبوليدس الملطي
أوبوليدس الملطي (نحو 384 - 322 ق. م) هو فيلسوف يوناني من المدرسة المغارية، عاصر أرسطو وكان خصمه اللدود، ووضع عدة مؤلفات ضد مؤسس اللقيون، بالإضافة إلى سيرة حياة ديوجانس السينوبي.
إليه تعزى عدد من الحجج الجدالية ومن أشهرها حجة الكاذب وحجة إلكترا وحجة المقنّع وحجة الأصلع وحجة الأقرن والقياس المتسلسل، ودحض أرسطو لهذه الحجج لعب دورا مهما في إنشاء المنطق.